# 椙杜正太郎
椙杜 正太郎（すぎのもり しょうたろう、1905年（明治38年）4月 - 1977年（昭和52年）4月20日）は、商工省ないし通商産業省の官僚。東京帝国大学卒。72歳で没した。元アラビア石油常務。元石油鉱業連盟顧問。

## 経歴
- 1934年5月 臨時産業合理局事務官（合理局）[3]
- 1940年9月 企画院書記官[4]
- 1942年1月 化学局無機課長[5]
- 1943年11月から1944年5月 軍需省化学局無機課長[6]
- 1945年 第90回帝国議会内閣事務官[7][8]
- 1947年 商工省商工事務官（石炭廳亞炭局長）[9][10]
- 1949年 経済安定本部第一部長として日本銀行政策委員となる[11]
- 1977年 死去。

## 著作・論文
- アラビア石油の現況と今後の問題(1959)[12]
- 経済協力の実績と課題(1961)[13]
- 海外石油開発の現状と問題点(1967)[14]
- 座談会「世界の天然ガス事情を語る」(1967)[15]

## 家族
- 義父 - 砂田重政（元衆議院議員、元防衛庁長官）
- 孫 - TOKMA（トクマ）（ロックミュージシャン）